# Schlossgarten (Darmstadt)

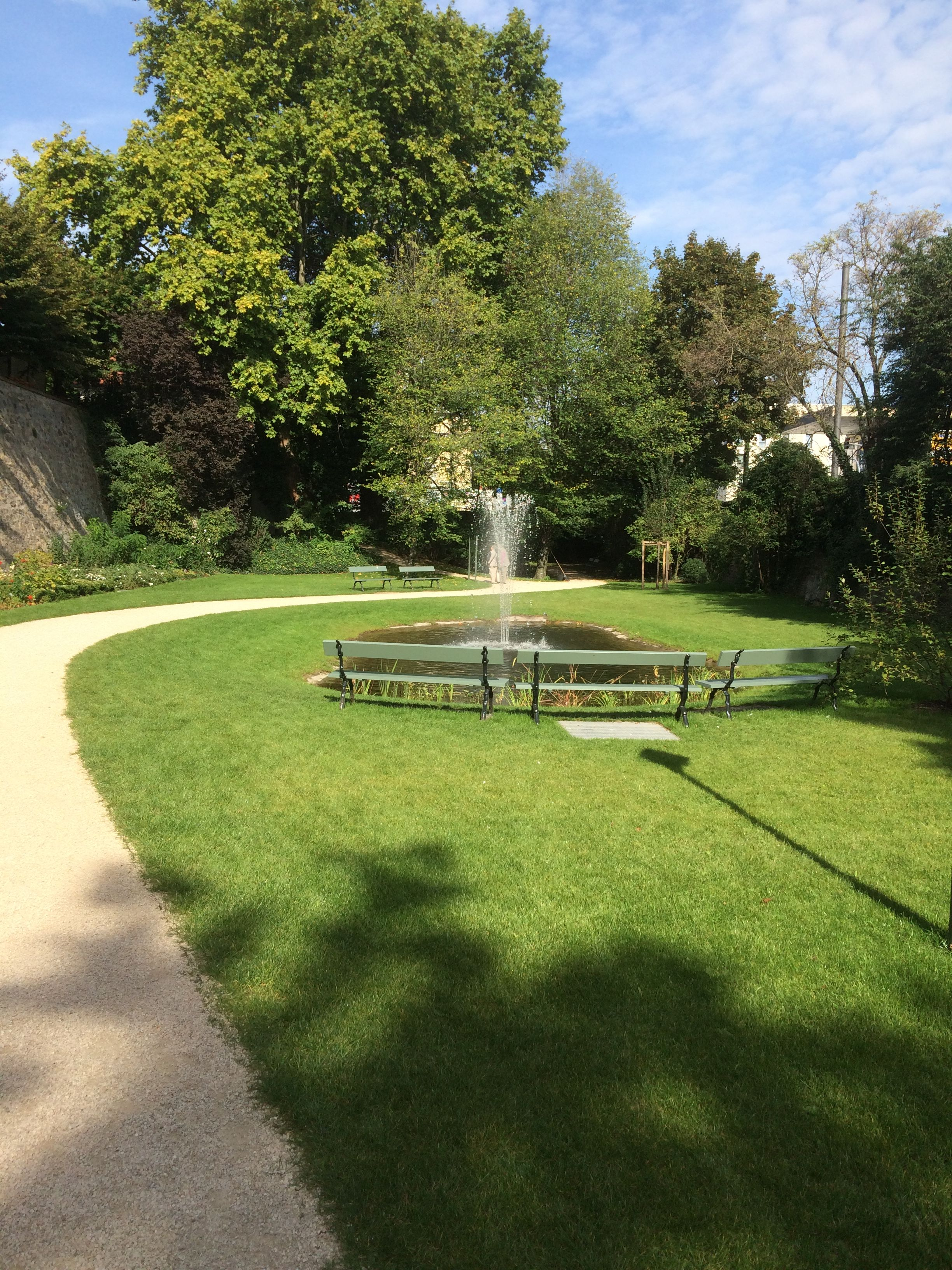
Schlossgraben, im September 2014

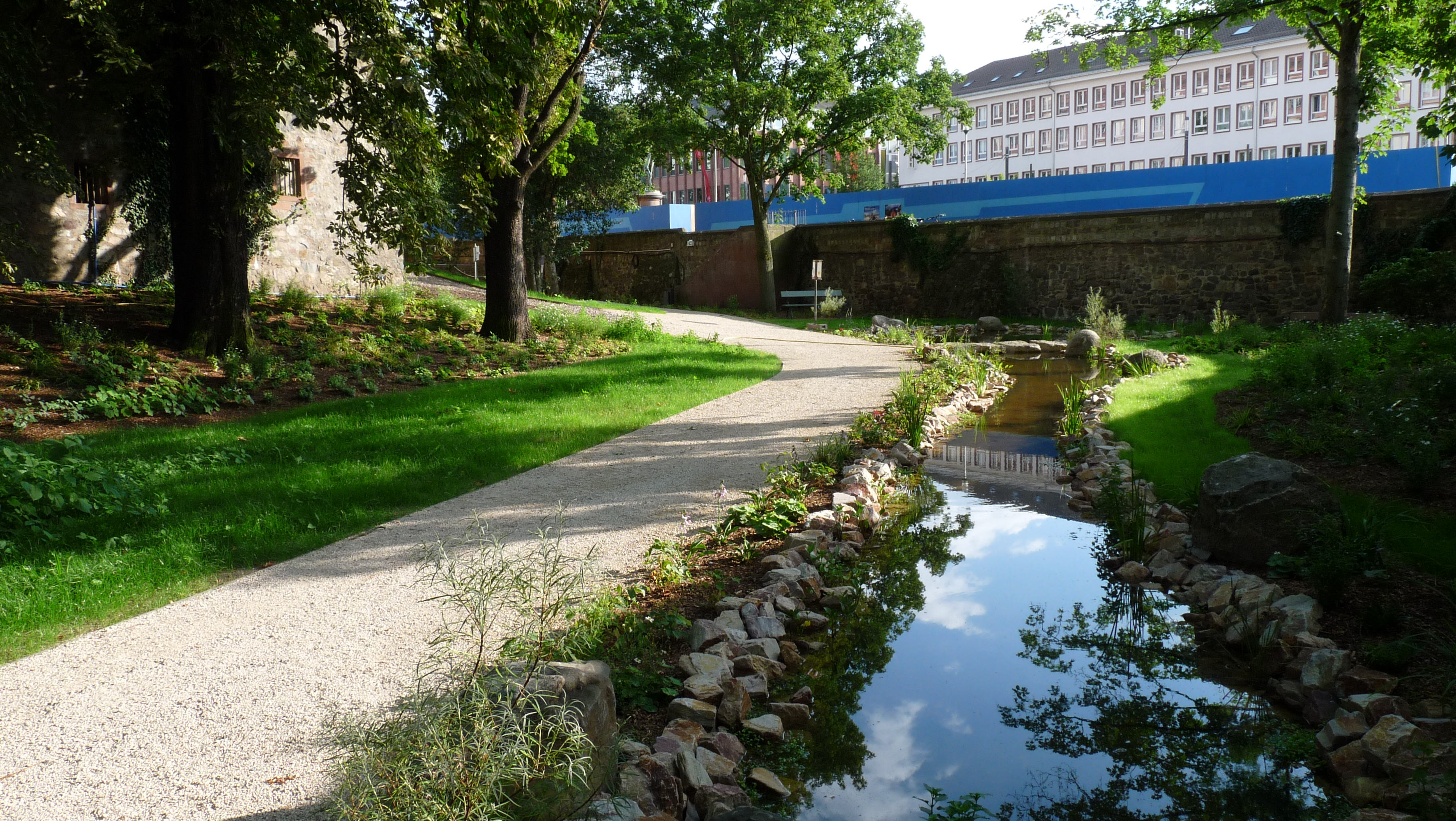
Schlossgraben westliche Teil mit Naturteich, im Juli 2017

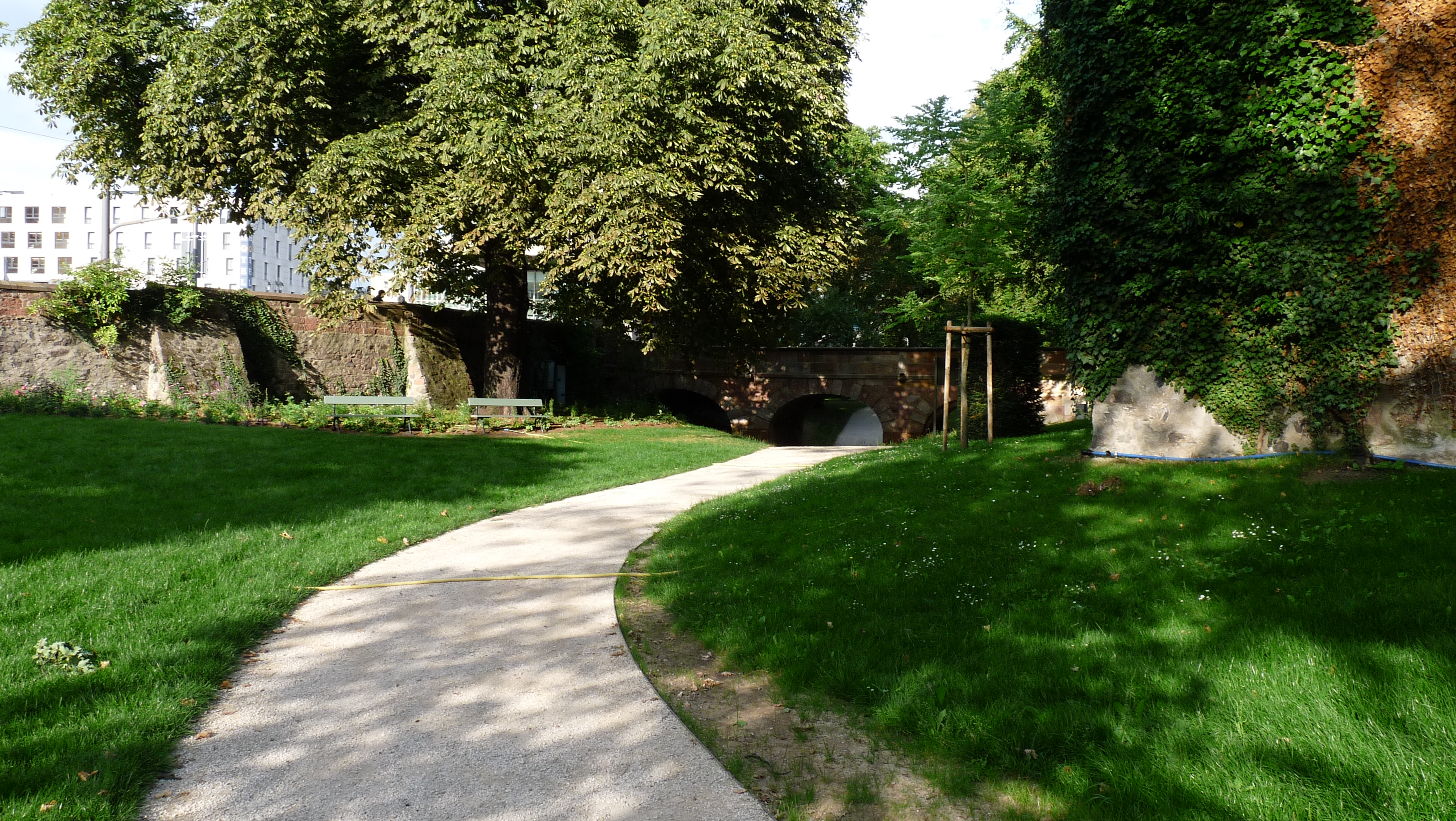
Schlossgraben westlicher Teil mit Schlossbrücke, im Juli 2017

Als Schlossgarten wird die Gartenanlage im Residenzschloss der Wissenschaftsstadt Darmstadt bezeichnet.

## Geschichte
Bis zum Jahr 1814 wurde der Schlossgraben des Darmstädter Schlosses mit dem Wasser des Darmbachs und dieser aus den Abwässern der benachbarten Altstadt gespeist, was in den Sommermonaten einen unerträglichen Gestank verbreitete. Der Landbaumeister Johannes Hess (1786–1837) schlug deshalb eine Trockenlegung und die Gründung eines botanischen Gartens auf dem neu gewonnenen Gelände vor, die Großherzog Ludwig I. auch beauftragte.
Mit der gärtnerischen Pflege war der Hofgärtner Johann August Schnittspahn (1763–1842) betraut. Wegen Platzbedarf wurde der Botanische Garten im Jahr 1830 in den heutigen Herrngarten verlegt. Im Schlossgraben entstand ein kleiner Wildpark und ein Lustgarten.
Bis in das 20. Jahrhundert zeigte sich die Parkanlage mit einem geschwungenen Wegenetz als Rundweg und dichten Strauch- und Baumpflanzungen im Wechsel zu Rasenflächen durch den Schlossgraben. Das Wegenetz führte im Osten des Schlossgrabens an einem angelegten Teich vorbei.
In der Darmstädter Brandnacht vom 11. auf den 12. September 1944 brannte das Schloss bis auf die Außenmauern nieder. Nach dem Zweiten Weltkrieg wurde in dem Garten über Jahre hinweg der Kriegsschutt gelagert.
Die TU Darmstadt als „Schlossbesitzer“ und 200 Darmstädter Bürger gestalteten den Ostteil des Grabens neu. Im Juni 2014 wurde dieser Teil eröffnet. Der westliche Teil wurde im Juni 2017 fertiggestellt und zur Heinerfesteröffnung für die Bürger frei gegeben. Der südliche Teil, und damit der komplette Graben wurde im September 2023 fertiggestellt.

## Beschreibung
Der Schlossgarten befindet sich im Graben und der Bastion des Schlosses.
In dem neu gestalteten östlichen Teil des Schlossgrabens befindet sich unter anderem ein Teich mit Wasserfontäne und ein nach historischem Vorbild angelegtes Pflanzenbeet. Auf der Bastion des Schlosses steht eine historische Brunnenanlage. Unter Hainbuchen im nordöstlichen Teil der Bastion besteht eine öffentlich zugängliche Sommergastronomie.
Im Juni 2017 fertiggestellten nördlichen und westlichen Teil des Schlossgraben wurde eine Parkanlage mit Naturteich, Blumenwiesen, Staudenbeeten und Bäumen angelegt. Weiterhin besteht ein Aufgang zur Bastion.
In dem bis Herbst 2023 sanierten Teil wird eine Wildblumenwiese entstehen, die mit Obstbäumen bepflanzt werden soll.